# Albert Wunsch

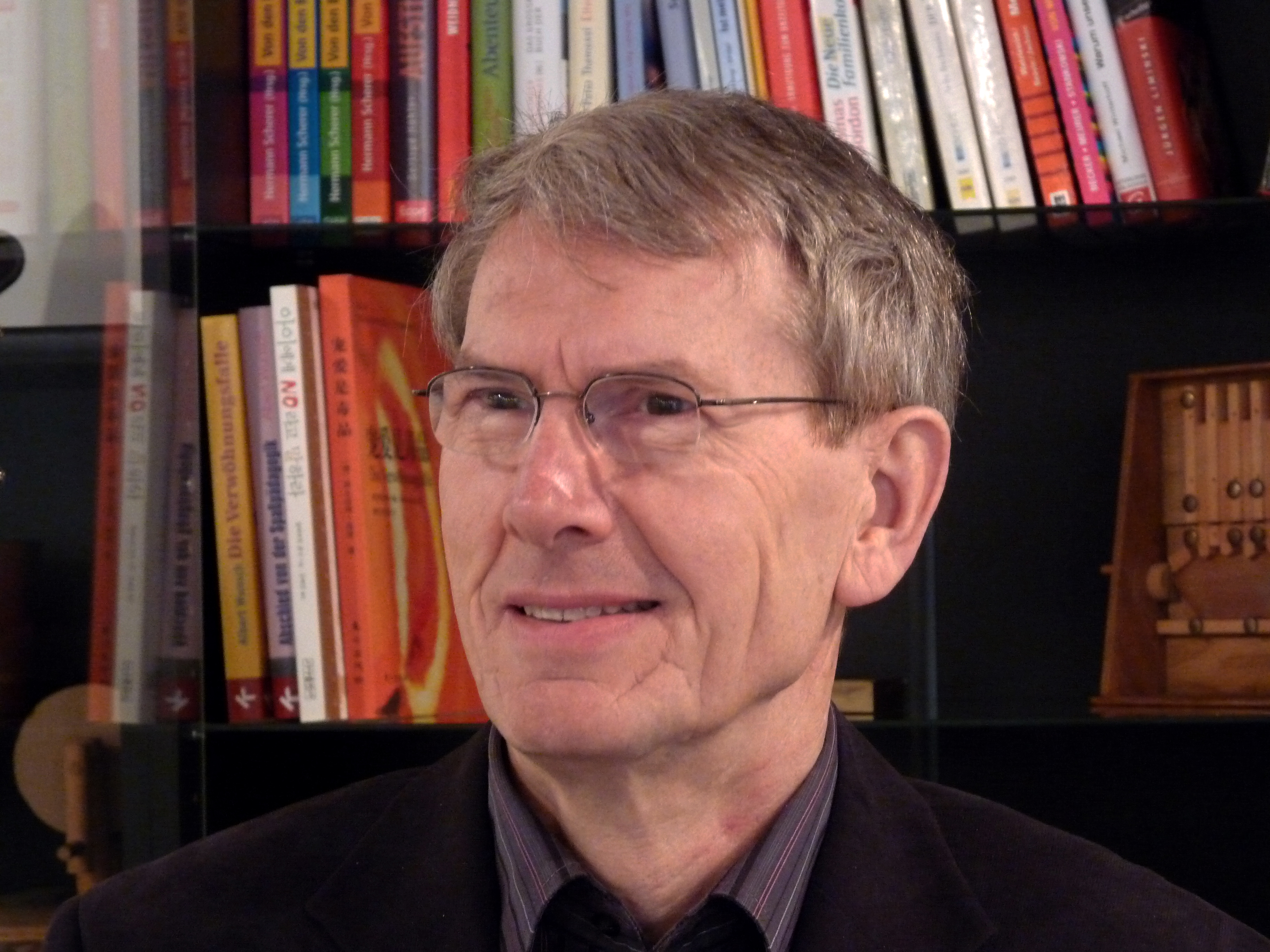
Albert Wunsch, 2009

Albert Friedrich Wunsch (* 1944 in Setterich) ist ein deutscher Erziehungswissenschaftler, Dozent und Autor.

## Leben
Albert Wunsch wuchs in Köln auf. Er studierte Sozialpädagogik, mit der theologischen Zusatzqualifikation Missio canonica. Parallel zu seiner hauptberuflichen Tätigkeit absolvierte er ein Studium der Kunst- und Werkerziehung. Es folgte ein erziehungswissenschaftliches Studium, das er im Jahre 1986 in der Fächern Erziehungswissenschaften, Psychologie und Kunst an der Universität Köln mit der Promotion abschloss.
Sein Dissertationsthema war: Die Idee der Arbeitsgemeinschaft. – Eine Untersuchung zur Erwachsenenbildung in der Weimarer Zeit.
Wunsch war stellvertretender Leiter eines Jungenwohnheimes in Köln und wechselte dann an das Katholische Jugendamt in Neuss, wo ihm 1973 die Leitung übertragen wurde. Während dieser Zeit arbeitete er nebenberuflich als Werklehrer an einer Neusser Sonderschule.   Im Jahr 2004 wechselte er vom Katholischen Jugendamt Neuss hauptberuflich an die Katholische Hochschule NRW (Fachbereich Sozialwesen) in Köln, seit 2009 mit reduziertem Lehrangebot. Im Jahre 2013 begann er eine hauptberufliche Lehrtätigkeit an der Hochschule für Oekonomie und Management (FOM) in Essen / Neuss.  Daneben arbeitet er in seiner Praxis in Neuss als Paar-, Erziehungs- und Konfliktberater sowie als Supervisor und Coach und führt Fortbildungen für Lehrkräfte, Erzieherinnen und Eltern durch.
Seinem Artikel Droge Verwöhnung in der Wochenzeitung Die Zeit 1998 widersprach der Erziehungswissenschaftler Markus Höffer-Mehlmer zwei Wochen später in derselben Zeitung. Wunschs Artikel in der Zeit wurde zur Basis seines im Jahr 2000 erstmals erschienenen Buches Die Verwöhnungsfalle. In seinem 2003 erschienenen Buch Abschied von der Spaßpädagogik hat Wunsch umfassende Kritik an einer seiner Ansicht nach hedonistischen Gesellschaft und einem überbordenden Sozialstaat geübt und plädiert für eine Charaktererziehung.
Der Ratgeber Boxenstopp für Paare dient der Vermeidung von substanziellen Konflikten und einer Optimierung bzw. Stabilisierung des alltäglichen Miteinanders in Partnerschaft und Familie.
Mit seinem Buch Mit mehr selbst zum stabilen ICH. Resilienz als Basis der Persönlichkeitsentwicklung greift er das Thema der Selbststärkung von Menschen auf. In dem Buch: Wo bitte geht’s nach Stanford? Wie Eltern die Leistungsbereitschaft ihrer Kindern fördern können (mit Isabelle Liegl) verdeutlicht Wunsch, wie Eltern die Leistungsbereitschaft ihrer Kindern durch Wollen und Können fördern können.
Wunsch war 2010 Unterzeichner des „Manifests gegen den Linkstrend“ der „Aktion Linkstrend stoppen“, weil er „gegen die Aushebelung der elterlichen Erziehungsverantwortung durch … staatliche Ganztagsbetreuungsangebote ist“.
Albert Wunsch schreibt für die Zeitschrift The European.
Wunsch ist verheiratet und hat zwei erwachsene Söhne. Die von ihm gemeinsam mit seiner Frau gegründete Malaika-Stiftung fördert Bildungsprojekte in Nigeria.

## Ehrungen
Albert Wunsch wurde 2013 das Verdienstkreuz am Bande des Verdienstordens der Bundesrepublik Deutschland verliehen.

## Werke

### Bücher
- Die Idee der „Arbeitsgemeinschaft“. Eine Untersuchung zur Erwachsenenbildung in der Weimarer Zeit (Dissertation). Europäische Hochschulschriften, Frankfurt am Main, Bern, New York 1986.
- Abschied von der Spaßpädagogik. Für einen Kurswechsel in der Erziehung. München 2003.
- Boxenstopp für Paare. - an welcher Schraube sie drehen können, damit Ihre Beziehung rundläuft. Pro Business Digital Printing & Copyservice GmbH, Berlin 2018, ISBN 978-3-96409-029-4.
- Die Verwöhnungsfalle. Für eine Erziehung zu mehr Eigenverantwortlichkeit. 14. überarbeitete und erweiterte Neuauflage Auflage. Kösel, München 2013, ISBN 3-466-30982-4.
  - Die Verwöhnungsfalle. Für eine Erziehung zu mehr Eigenverantwortlichkeit (Hörbuch, gekürzte Fassung des Original-Buches). oomoxx media, Tegernheim 2019, ISBN 978-3-9819271-2-2.
- Mit mehr selbst zum stabilen ICH. Resilienz als Basis der Persönlichkeitsentwicklung. Springer Verlag, Berlin 2018, ISBN 978-3-662-56129-4.
- Wo bitte geht’s nach Stanford? Wie Eltern die Leistungsbereitschaft ihrer Kindern fördern können (mit Isabelle Liegl), Beltz, Weinheim 2017, ISBN 978-3-407-86450-5.

### Beitrag
- Verwöhnung als Motivations – Killer – Anstöße zur Vitalisierung verschütteter Schüler-Potenziale...., S. 73–86, in: Schüler motivieren. Konzepte und Methoden für die Schulpraxis, Carl Link Verlag, Köln 2016, ISBN 978-3-556-06056-8, herausgegeben von Dieter Smolka